# Armée chérifienne
L'armée chérifienne (en arabe : الجيش الشريفي ), également connue sous le nom d'armée arabe (en arabe : الجيش العربي ), ou d'armée Hedjazi (en arabe : الجيش الحجازي   ) est la force militaire derrière la Grande révolte arabe qui fait partie du théâtre moyen-oriental de la Première Guerre mondiale.
Le Chérif Hussein Ibn Ali du Royaume du Hejaz, qui est proclamé "Roi des Arabes" en 1916, dirige l'armée chérifienne dans une rébellion contre l'Empire ottoman dans le but ultime d'unir le peuple arabe sous un gouvernement indépendant.
Aidées à la fois financièrement et militairement par les Britanniques, les forces de Hussein se déplacent progressivement vers le nord à travers le Hedjaz et, combattent aux côtés du Corps expéditionnaire égyptien sous contrôle britannique, jusqu'à finalement capturer Damas, puis Alep.
Une fois là-bas, les membres de l'armée chérifienne mettent en place une monarchie de courte durée connue sous le nom de Royaume arabe de Syrie dirigée par Fayçal, le fils du Chérif Hussein qui est chargé des opérations militaires de l'Armée pendant toute la durée de la guerre.

## Contexte
Pendant des siècles dans le Hedjaz (la région occidentale de l'Arabie où se situent les villes saintes musulmanes de La Mecque et de Médine), le pouvoir est fortement centralisé entre les mains de la famille du chérif. Les membres de cette famille, en tant que descendants de Mahomet, sont appelés Hachémites en anglais.
Contrairement à de nombreuses régions de l'Empire ottoman, il y a peu d'influences politiques concurrentes parmi l'élite urbaine[réf. nécessaire]. Les chefs tribaux servent d'intermédiaires entre leurs tribus et le chérif mais défient rarement son autorité. Les deux seuls rivaux politiques du chérifs sont le vali ottoman (gouverneur) qui est chargé d'assurer la souveraineté ottomane dans la région et Abdelaziz Ibn Saoud, émir du Nejd, qui lorgne avec envie vers La Mecque et Médine, qu'il souhaite conquérir. Une lutte de pouvoir prend forme entre le chérif et le vali ; le pouvoir de prendre des décisions oscille entre les deux au fil du temps. Dans l'ensemble, ce climat politique laisse une grande influence entre les mains du chérif, qui dans les premières années du XXe siècle est Chérif Hussein.
Insatisfait de son pouvoir limité, le chérif Hussein entame des discussions avec des chefs tribaux de la région, des nationalistes arabes et le haut-commissaire britannique en Égypte, Sir Henry McMahon. Hussein sait que de nombreux musulmans croient que le chérif de La Mecque est le prétendant légitime au califat, qui est alors détenu par la famille des dirigeants de l'Empire ottoman. Le soutien britannique qui est promis dans la correspondance Hussein-McMahon a fait sortir Hussein de ces pourparlers avec une croyance renforcée en son droit de revendiquer à la fois le califat et sa souveraineté sur les terres arabes de la région. De plus, et plus important encore, les promesses faites par les Britanniques à Hussein dans la correspondance McMahon-Hussein de 1915 et 1916 l'ont amené à penser que s'il menait une révolte réussie contre les Ottomans, les Britanniques l'aideraient à établir un califat arabe englobant la majeure partie de la péninsule arabique s'étendant aussi loin au nord que la Turquie actuelle[réf. nécessaire]. Bien que les Britanniques ne puissent pas promettre quelques districts qu'ils s'étaient déjà engagés à donner aux Français, les pièces semblent se mettre en place pour le chérif, et il se prépare à lancer la Révolte arabe .

## La révolte
Début juin 1916, le gouvernement ottoman fait pression sur le chérif Hussein pour qu'il fournisse des troupes et lance un appel au djihad depuis La Mecque en soutien à la participation ottomane à la Première Guerre mondiale. En échange des troupes, Hussein veut une plus grande autonomie et l'arrêt des formes les plus violentes de la colonisation ottomane, mais les autorités ottomanes refusent. Les responsables ottomans retiennent le fils de Hussein, Fayçal, et disent à Hussein que s'il veut un jour revoir son fils, il doit envoyer les troupes[réf. nécessaire]. Le 9 juin 1916, les Ottomans envoient Faysal à Médine pour obtenir les forces armées que Hussein organise, mais quand il arrive, il s'échappe avec son frère Ali.
Au début de la révolte, l'armée chérifienne se compose de ces forces qui avaient été rassemblées par Hussein et ses fils sous prétexte qu'ils doivent se battre avec les forces ottomanes. La révolte arabe commence par une attaque contre le chemin de fer du Hedjaz par des forces composées de membres de tribus arabes locales et de transfuges ottomans. Le lendemain, les premiers coups de feu de la révolte sont tirés à La Mecque et en deux jours, l'armée chérifienne contrôle La Mecque. Le 16 juin, l'armée chérifienne, avec l'aide de la Royal Navy britannique, s'empare de l'important port de Djeddah. À la fin de l'été, les forces arabes sous le contrôle du chérif ont réussi à prendre les villes côtières aussi loin au nord que Yanbu et aussi loin au sud que Qunfudhah.
Après une série d'échecs cuisants, les Ottomans remportent une bataille décisive pour la première fois lorsque l'armée chérifienne attaque Médine en octobre 1916. Les forces ottomanes sont alors retranchées à Médine avec une artillerie qui manque à l'armée chérifienne mal équipée. Les forces chérifiennes se retirent et sont contraintes de développer une nouvelle stratégie à l'égard de Médine. Plutôt que d'attaquer l'armée ottomane bien protégée et de subir de lourdes pertes, les Arabes encerclent la ville et la coupent de l'accès aux autres forces ottomanes. Pendant une grande partie de la guerre, les Ottomans réussissent à maintenir le chemin de fer du Hedjaz ouvert à Médine et, grâce à cela, peuvent continuer à fournir à leurs hommes des armes, des munitions et d'autres équipements jusqu'à la fin de la guerre.
Le besoin constant de ravitaillement à Médine joue un rôle majeur dans la stratégie chérifienne qui vise à ce que les troupes ottomanes stationnent le long de la voie ferrée et à Médine, gaspillant des troupes et des fournitures, tandis que les Arabes continuent de remonter la côte de la mer Rouge.
Alors que les forces britanniques et chérifiennes cherchent un moyen de dépasser les forces ottomanes à Aqaba, les Britanniques décident d'envoyer le capitaine (plus tard colonel) TE Lawrence (communément appelé "Lawrence d'Arabie") pour organiser la logistique et servir d'agent de liaison entre les forces arabes et les Britanniques. Le plan suggéré par Lawrence à Fayçal est de faire croire aux Ottomans que les Arabes prévoient d'attaquer Damas en créant quelques diversions, dont la destruction d'un pont ferroviaire à Baalbek. À leur arrivée à Aqaba le 6 juillet 1917, les forces chérifiennes exécutent environ trois cents Ottomans[réf. nécessaire]. 150 autres soldats ottomans sont faits prisonniers et après quelques attaques ultérieures à petite échelle par les Ottomans, les forces arabes et britanniques consolident le contrôle d'Aqaba. À partir de ce moment, l'armée chérifienne combat aux côtés des forces armées britanniques qui viennent d'Égypte occupée par les Britanniques. La bataille bien exécutée de Megiddo comprend une petite quantité de forces chérifiennes qui ont marché sur Damas le 1er octobre 1918, avec leur révolte presque complète. La seule ville encore sous contrôle ottoman dans le Hedjaz était la ville de Médine. Bien qu'elle soit coupée du reste du monde ottoman, les forces à l'intérieur de Médine continuent à résister aux forces chérifiennes jusqu'à ce que le manque de ravitaillement les oblige à se rendre en janvier 1919.

## Les forces
L'armée chérifienne se compose d'environ 5 000 forces régulières et de plusieurs milliers de forces irrégulières. De nombreuses forces régulières sont d'anciens membres arabes de l'armée ottomane qui font défection et ont rejoint la révolte arabe. Les forces irrégulières désignent des Arabes en grande partie non formés qui rejoignent la révolte pendant une courte période lorsque les combats se déroulent près de chez eux. Les motifs qui guident le choix par les tribus arabes de soutenir la Révolte sont très hétéroclites ; certaines soutiennent la cause de la libération arabe de manière désintéressée, comme les al-Râchid, les Banu Qatadah ou encore les Howeitat mais d'autres sont plus opportunistes et rejoignent la révolte pour avoir accès à des armements britanniques. C'est le cas, par exemple, de l'Emir du Nejd, Abdelaziz Ibn Saoud, qui, pendant toute la guerre, fait osciller son allégeance entre révolte arabe et Empire Ottoman et trahit assez fréquemment les deux camps. Cette inconstance montre que certaines tribus ne sont pas intéressées par l'unité arabe, le but ultime du chérif Hussein, mais veulent simplement être payées ou avoir accès à de l'armement britannique. Bien que cela rende les choses plus difficiles pour l'armée chérifienne, les fortes compétences de négociation de Fayçal conquièrent de nombreux chefs tribaux, donnant aux Hachémites le soutien dont ils avaient besoin pour défier les Ottomans.
L'armée est divisée en quatre groupes dirigés par les fils de Hussein, Ali, Abdullah, Fayçal et Zeïd. Nouri al-Said et son beau-frère Ja'far al-Askari, qui avait auparavant été colonel dans l'armée ottomane, rejoignent l'armée chérifienne en raison de leur forte croyance dans le nationalisme arabe et deviennent des commandants au sein de l'armée arabe. Les premiers mois de la révolte sont dirigés par 'Ali et ses forces qui se composent d'environ 30 000 hommes, dont la plupart sont des forces irrégulières qui n'ont combattu que pendant une courte période. En septembre 1916, ces 30 000 sont répartis entre les quatre fils de Hussein qui ont chacun maintenant au moins 6 000 forces irrégulières sous leur contrôle. L'armée se compose d'environ 4000 forces régulières au début de 1917. La majorité de ces soldats réguliers ont servi sous Hussein ou Ali. Alors que la révolte se poursuit, Fayçal est le plus couronné de succès parmi les quatre frères et la plupart des forces passent sous son contrôle.

## Conséquences
Après la prise de Damas à la fin de la révolte arabe, Fayçal établit un royaume en Syrie et y règne jusqu'à ce que les Français remportent la guerre franco-syrienne le 24 juillet 1920 et l'évincent du pays. En 1920, la Société des Nations décide que les terres de l'Empire ottoman sont divisées par un système de mandat nouvellement créé. Le pays qui a reçu le mandat est chargé de "guider" le nouvel État formé par le mandat vers son indépendance. Les britanniques reçoivent les mandats palestinien et mésopotamien (Irak) et les français reçoivent le mandat de la Syrie et du Liban. Ces mandats et leurs cartes suivaient de près les divisions présentées dans l'accord secret Sykes-Picot de 1916. La déclaration Balfour complique davantage encore les choses dans la région car plutôt que d'inclure la Palestine dans territoire du chérif Hussein, comme ils l'avaient promis dans la correspondance Hussein-McMahon, les Britanniques promettent de créer un État juif dans la région. Alors que la question de Palestine n'est pas résolue, au Caire, en 1921, les Britanniques décident de nommer le fils de Hussein, Abdallah, émir de l'État nouvellement créé de Transjordanie. Les Britanniques laissent Hussein aux commandes du Hedjaz quelque temps. Le chérif Hussein continue à gouverner le Hedjaz et le 23 mars 1924, est proclamé calife. La même année, les Saoudiens envahissent son territoire avec le soutien britannique et le forcent à vivre le reste de sa vie en exil, mourant en Jordanie en 1931. De nombreux autres officiers de l'armée chérifienne, dont Nuri al-Said, Jafar al-Askari, Jamil al-Midfai, Ali Jawdat al-Aiyubi et Jamal Baban, ont joué un rôle de premier plan dans l'Irak du roi Fayçal. Nouri al-Said et Ja'far al-Askari ont tous deux rempli des mandats en tant que Premier ministre. Les officiers de l'armée chérifienne continuent à jouer un rôle important dans la politique irakienne jusqu'au coup d'État de 1963 dirigé par le colonel Ahmad Hasan al-Bakr.